# Cmentarz przy ul. Poznańskiej 146/148 w Toruniu
Cmentarz przy ul. Poznańskiej 146/148 w Toruniu (zwany powszechnie jako cmentarz na Kluczykach, cmentarz nowy, w odróżnieniu od pobliskiego cmentarza św. św. Piotra i Pawła założonego w 1813 roku) – czynny cmentarz parafialny, administrowany przez parafię św. św. Piotra i Pawła. Znajduje się przy ul. Poznańskiej 146/148 w Toruniu. Jego powierzchnia wynosi 3,1 ha.
Powstał w 1937 roku na mocy decyzji Starosty Powiatowego Tadeusza Bruniewskiego z powodu zapełnienia cmentarza św. św. Piotra i Pawła.
Figuruje w gminnej ewidencji zabytków (nr 2413).

## Pochowani
Spoczywają tu m.in.:
- ks. Józef Domachowski (1905–1940), proboszcz parafii św. św. Piotra i Pawła, zmarły w obozie koncentracyjnym Stutthof[1];
- Mieczysław Kowalewski (1906–1976) – więzień obozu koncentracyjnego Mauthausen-Gusen[1];
- Mieczysław Jadźwiński (1905–1984) – poeta, uczestnik walk w bitwie o Monte Cassino[1];
- Krzysztof Milkowski (1960–1987) – aktor[1];
- ks. prałat Józef Batkowski (1912–2007) – proboszcz parafii św. św. Piotra i Pawła w latach 1957–1987[1];
- Melania Sinoracka – lekkoatletka[6].
- Mieczysław Kaczmarek – generał[7]